# ムサ・デンベレ (フランスのサッカー選手)
ムサ・デンベレ（Moussa Dembélé, 1996年7月12日 - ）は、フランス・ヴァル＝ドワーズ県ポントワーズ出身のサッカー選手。アル・イテファク所属。ポジションはフォワード。

## 経歴
2002年にUSセルジー・クロのユースチームでキャリアをスタート。2004年にパリ・サンジェルマンFCのユースチームへ移籍。
2012年8月、イングランドのフラムFCに移籍。2013年にトップチームへ昇格し、2013年11月30日のウェストハム・ユナイテッドFC戦でキーラン・リチャードソンとの交代途中出場でプロデビューを果たした。2013-14シーズンを19位で終えたためチャンピオンシップへ降格したが、デンベレ自身は徐々に出場機会を増やし、2014年10月28日、フットボールリーグカップのダービー・カウンティFC戦でプロ初得点を含む2得点を記録。2015-16シーズンには43試合に出場し15得点を記録した。
2016年6月28日、スコティッシュ・プレミアシップのセルティックFCと4年契約を結んだ。9月10日に行われたレンジャーズFCとのオールドファームで移籍後初得点を挙げると、9月28日のUEFAチャンピオンズリーグ・マンチェスター・シティ戦では2得点を挙げる活躍を見せた。
2018年8月31日、リーグ・アンのオリンピック・リヨンに5年契約で移籍、移籍金は2200万ユーロ。2019-20シーズン、UEFAチャンピオンズリーグ準々決勝のマンチェスター・シティ戦では2ゴールを決め、チームを準決勝まで導いた。
2021年1月13日、アトレティコ・マドリードへのローン移籍が発表された。3月23日、クラブでトレーニング中に失神し、ピッチに倒れたが、その後の検査で低血圧によって意識を失ったことがわかり、幸い大事には至らなかった。この2020-21シーズンはリーグ戦わずか5試合の出場、無得点に終わり、契約満了でリヨンに復帰した。
2023年7月26日、アル・イテファクへの移籍が発表された。

## 代表歴
フランス代表として各年代でプレーし、2015年、UEFA U-19欧州選手権に出場し、2得点を記録した。

## タイトル

### クラブ
セルティックFC
- スコティッシュ・プレミアシップ：2回 (2016-17, 2017-18)
- スコティッシュ・リーグ・カップ：2回 (2016-17, 2017-18)
- スコティッシュ・カップ：2回 (2016-17, 2017-18)

アトレティコ・マドリード
- ラ・リーガ：1回 (2020-21)